# Nakatsu (Wakayama)
Nakatsu (中津村, Nakatsu-mura) was een dorp in het District Hidaka van de prefectuur Wakayama.
In november 2004 had de gemeente 2476 inwoners en een bevolkingsdichtheid van 28,45 inw./km². De oppervlakte van de gemeente bedroeg 87,02 km².
Op 1 mei 2005 hield de gemeente op te bestaan als zelfstandige entiteit toen ze met Kawabe en Miyama werd samengevoegd tot de nieuwe gemeente Hidakagawa.
Steden:
Arida · Gobo · Hashimoto · Iwade · Kainan · Kinokawa · Shingu · Tanabe · Wakayama (hoofdstad)

Districten:
Arida · Hidaka · Higashimuro · Ito · Kaiso · Nishimuro
Gemeenten per district